# Hoczewka
L'Hoczewka est une rivière polonaise, affluent du San, près du village de Hoczew, dans le sud-est de la Pologne (Voïvodie des Basses-Carpates). 
Elle est longue de 27,8 km et son bassin versant est de 180,1 km2. 